# Strumigenys longispinosa
Strumigenys longispinosa är en myrart som beskrevs av Brown 1958. Strumigenys longispinosa ingår i släktet Strumigenys och familjen myror. Inga underarter finns listade i Catalogue of Life.

## Bildgalleri

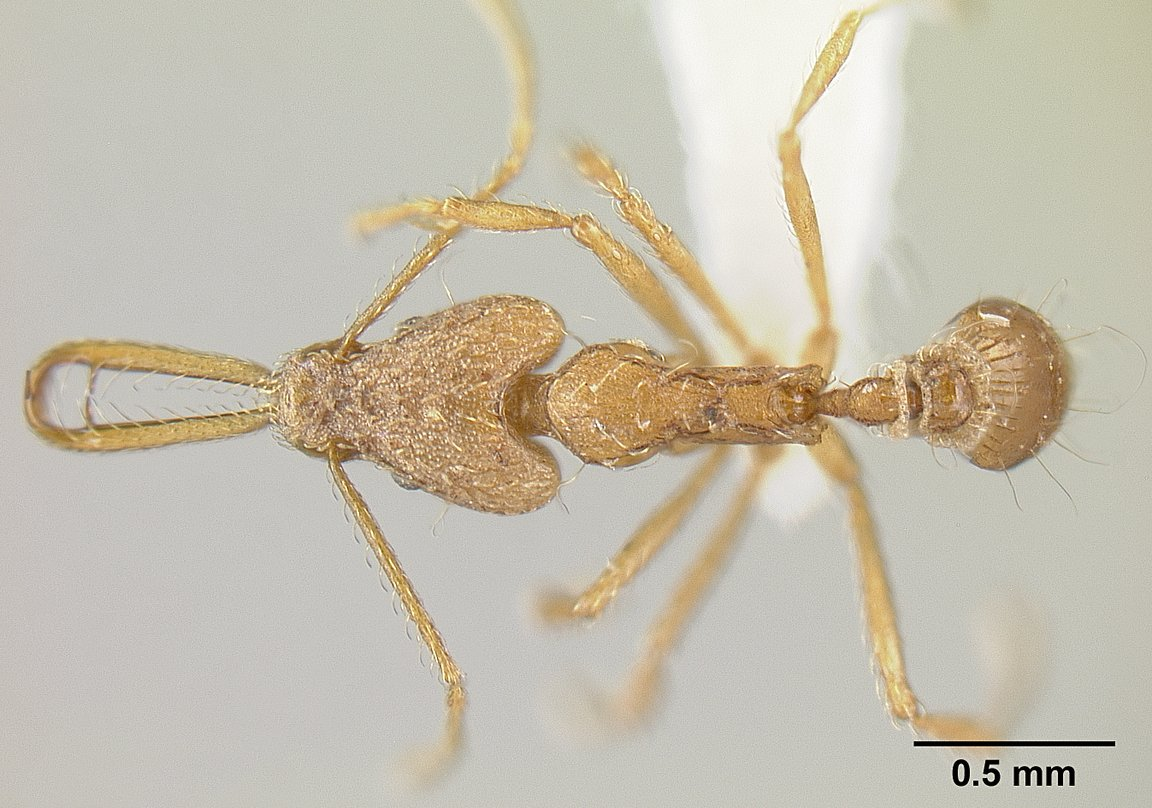
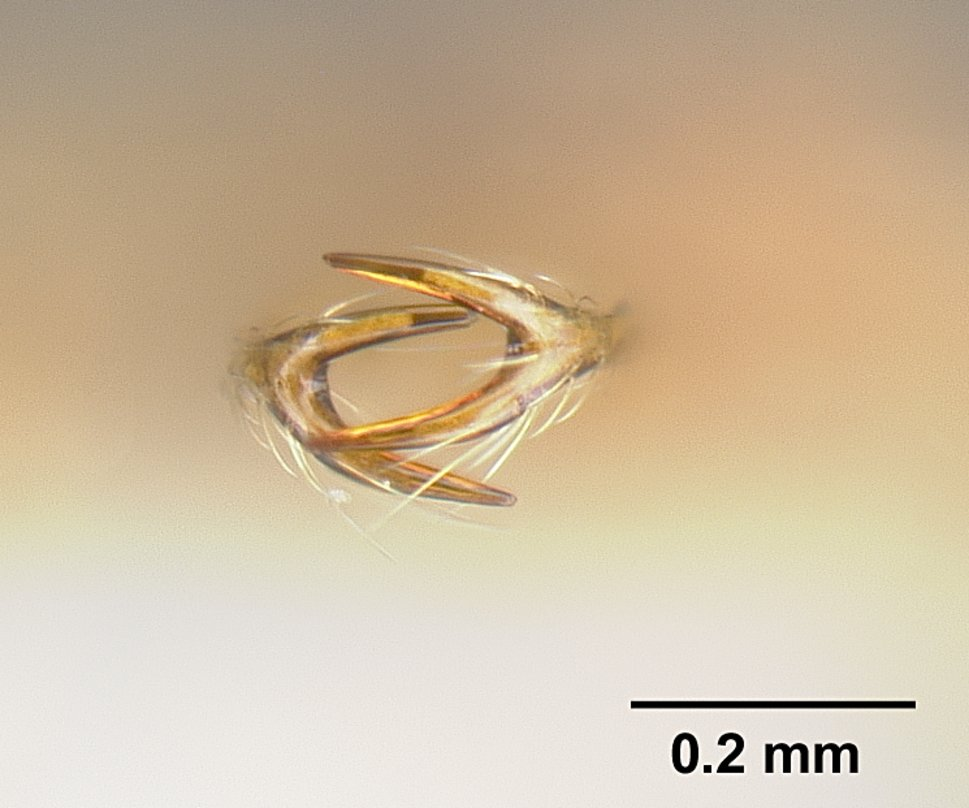
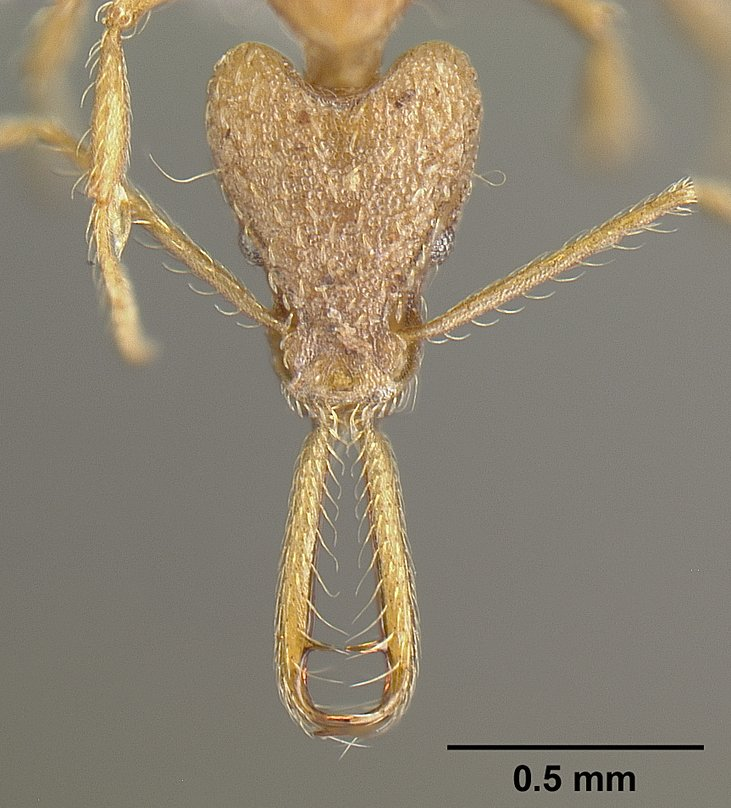
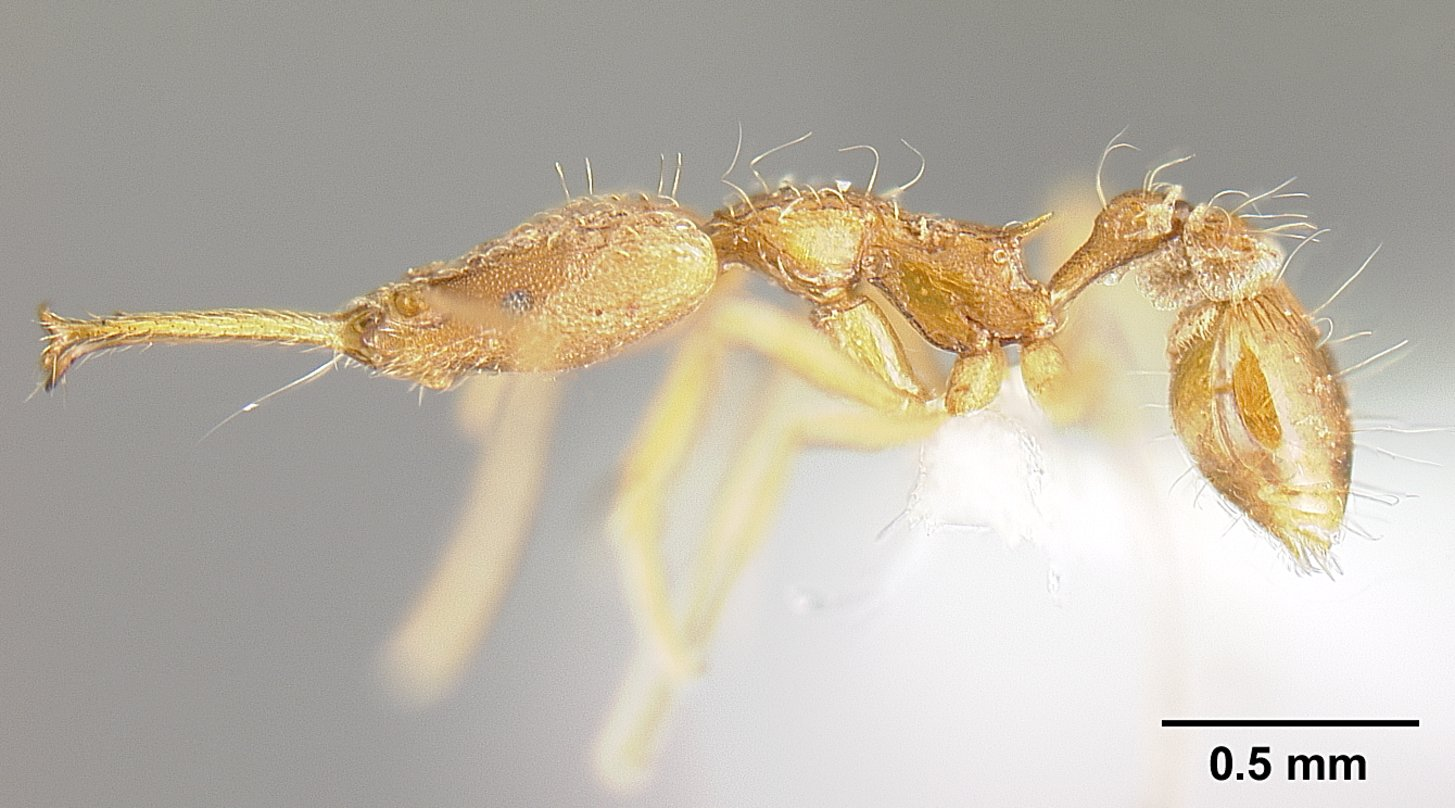